# Tengen Cina-Corea
Il Tengen Cina-Corea è stata una competizione goistica internazionale disputata tra il 1997 e il 2015. La competizione vedeva affrontarsi il vincitore della competizione cinese Tianyuan e quello della competizione sudcoreana Chunwon (entrambi i tornei sono assimilati al Tengen giapponese, da cui il nome), in un incontro al meglio delle tre partite.
La competizione è stata disputata per diciannove volte, con dieci vittorie cinesi e nove coreane, ed è stata interrotta nel 2015, anno in cui il Chunwon non è stato più disputato.

## Albo d'oro
| Edizione | Anno | Vincitore      | Punteggio | Finalista      |
| -------- | ---- | -------------- | --------- | -------------- |
| 1        | 1997 | Lee Chang-ho   | 2-1       | Chang Hao      |
| 2        | 1998 | Lee Chang-ho   | 2-0       | Chang Hao      |
| 3        | 1999 | Lee Chang-ho   | 2-0       | Chang Hao      |
| 4        | 2000 | Lee Chang-ho   | 2-0       | Chang Hao      |
| 5        | 2001 | Chang Hao      | 2-0       | Lee Se-dol     |
| 6        | 2002 | Park Yeong-hun | 2-1       | Huang Yizhong  |
| 7        | 2003 | Gu Li          | 2-0       | Song Tae-kon   |
| 8        | 2004 | Gu Li          | 2-1       | Choi Cheol-han |
| 9        | 2005 | Gu Li          | 2-1       | Choi Cheol-han |
| 10       | 2006 | Ko Geuntae     | 2-1       | Gu Li          |
| 11       | 2007 | Gu Li          | 2-0       | Cho Han-seung  |
| 12       | 2008 | Won Seong-jin  | 2-0       | Gu Li          |
| 13       | 2009 | Chen Yaoye     | 2-1       | Kang Dong-yun  |
| 14       | 2010 | Park Jung-hwan | 2-1       | Chen Yaoye     |
| 15       | 2011 | Chen Yaoye     | 2-0       | Choi Cheol-han |
| 16       | 2012 | Chen Yaoye     | 2-0       | Choi Cheol-han |
| 17       | 2013 | Chen Yaoye     | 2-1       | Park Yeong-hun |
| 18       | 2014 | Park Jung-hwan | 2-0       | Chen Yaoye     |
| 19       | 2015 | Chen Yaoye     | 2-0       | Na Hyun        |